# Sergei Dolgalew
Sergei Dolgalew (* 11. November 1992) ist ein kirgisischer Gewichtheber.
Er gewann bei den Junioren-Asienmeisterschaften 2012 in Rangun die Bronzemedaille. 2013 startete er bei den Asienmeisterschaften der Aktiven in Astana und erreichte im Superschwergewicht den fünften Platz. Im selben Jahr nahm er in Breslau auch zum ersten Mal an den Weltmeisterschaften teil. Allerdings wurde er dort bei der Dopingkontrolle positiv auf Methenolon getestet und vom Weltverband IWF für zwei Jahre gesperrt.